# ナンシー・メイ・リーズ

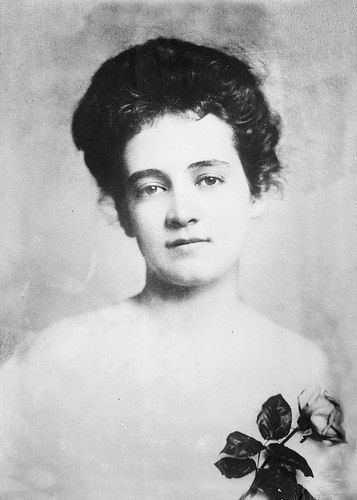
W・B・リーズ夫人と称した頃の写真、撮影時期不詳

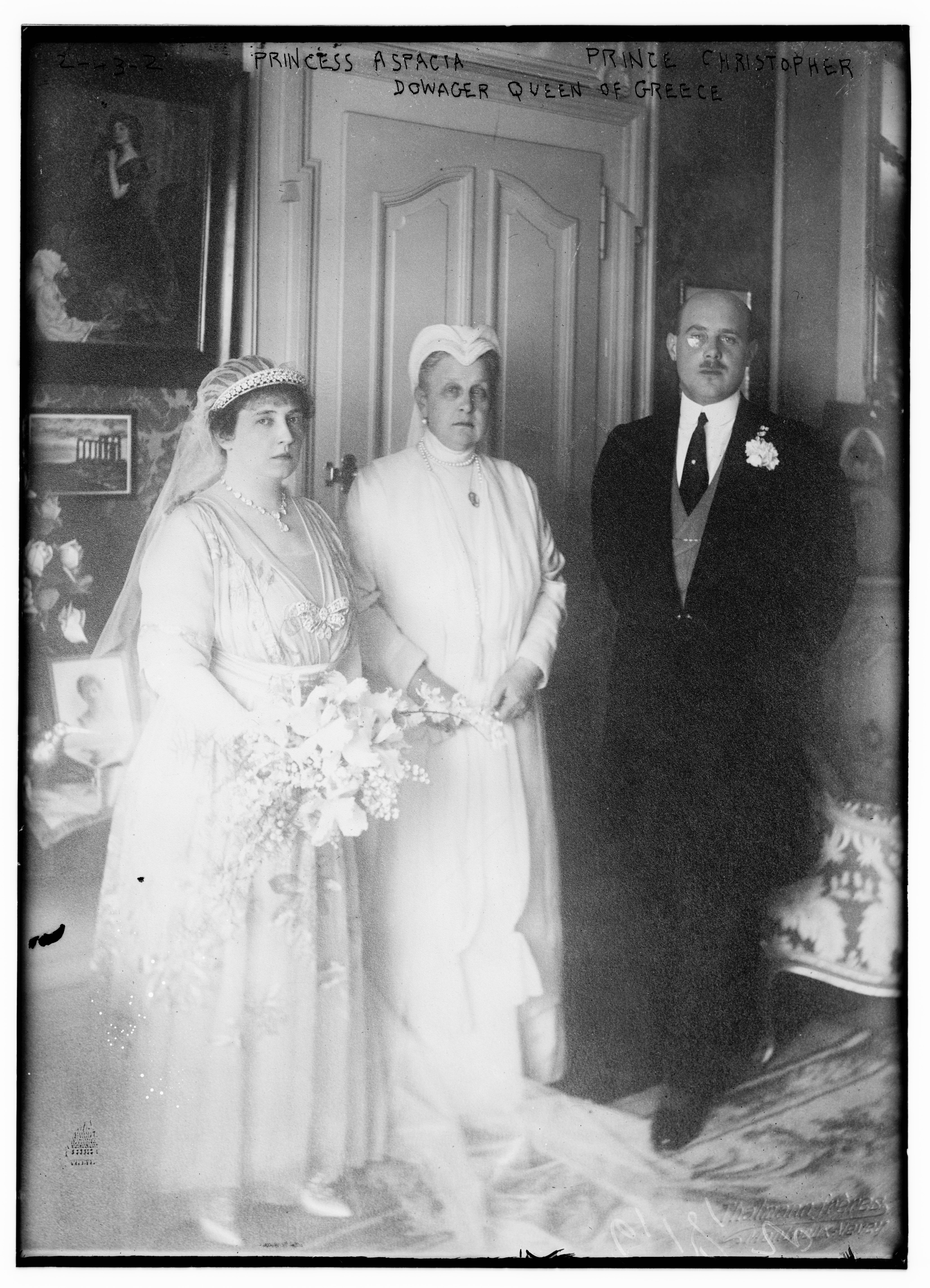
婚礼時のメイとクリストフォロス、中央は姑のギリシャ王太后オルガ、1920年

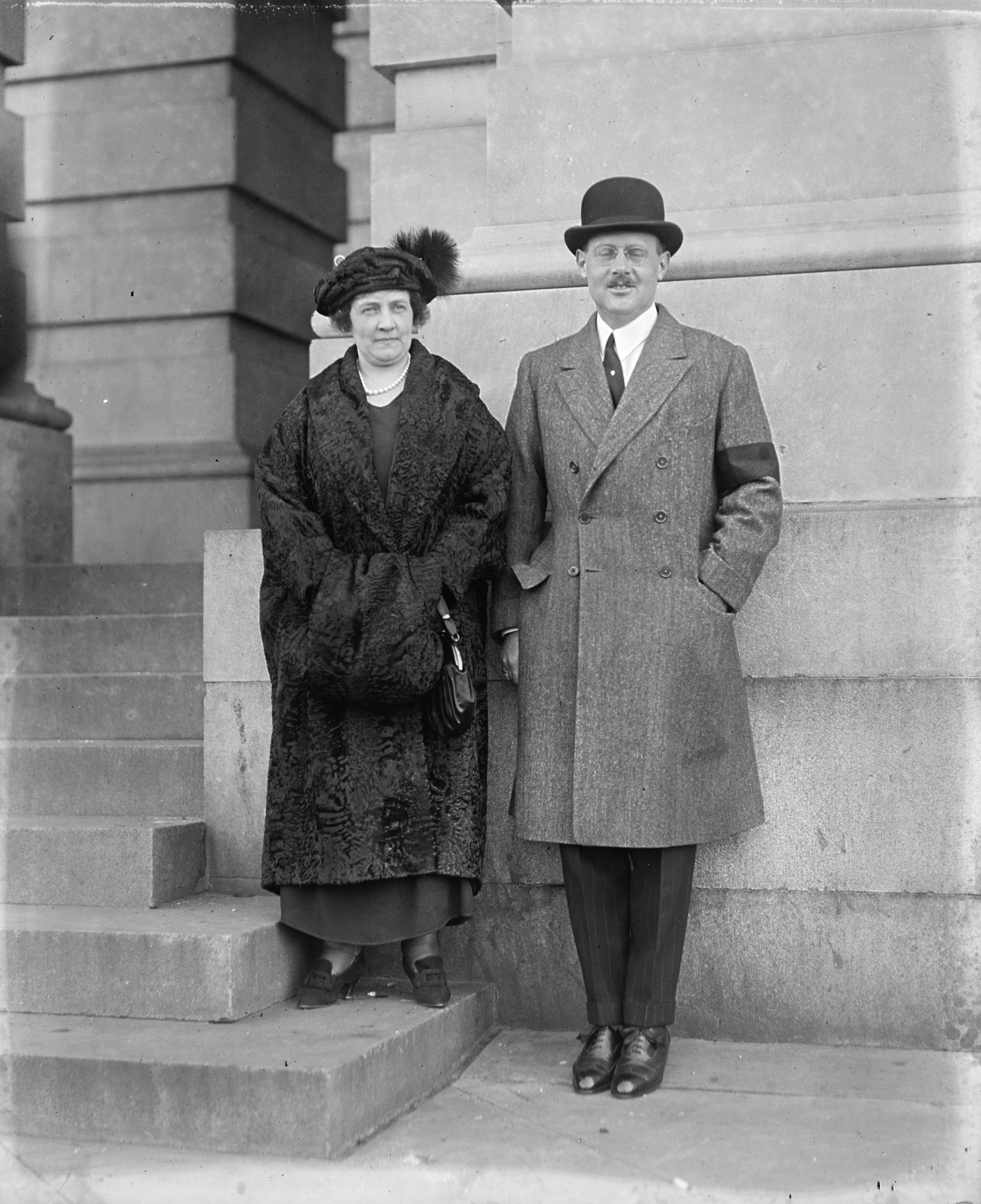
アメリカ合衆国議会議事堂前に立つアナスタシアとクリストフォロス、最晩年の1923年

ナンシー・メイ・リーズ（Nancy May Leeds, 1878年1月20日 - 1923年8月29日）は、アメリカ合衆国の富豪の妻。1920年、ギリシャ王子クリストフォロスとの再婚に伴いギリシャ王室の一員となり、ギリシャ及びデンマーク王女アナスタシア（Αναστασία της Ελλάδας και της Δανίας, Princess Anastasia of Greece and Denmark ）と改名した。

## 生涯
1874年12月11日に結婚した、オハイオ州の裕福な商人ウィリアム・チャールズ・ステュアート（William Charles Stewart）と、メアリー・ラヴィニア・ホールデン（Mary Lovinia Holden）の間の娘として、オハイオ州ゼインズビルに生まれた。出生時の姓名はナーニー・メイ・ステュアート（Nonnie May Stewart）。母は銀鉱経営で財を成したホールデン家の当主リバティ・エメリー・ホールデン（Liberty Emery Holden）の姉妹で、同家はオハイオ州カートランドに造営したホールデン樹木園にその名を残している。1880年までにオハイオ州クリーヴランドに一家で転居するが、それからまもなく母が死亡、父はすぐに再婚した。家庭で初歩的教育を受けた後、上流階級の娘が預けられるミス・ポーターズ・スクールに寄宿した。
社交界デビューした直後の1894年10月1日に、クリーヴランドの大実業家ジョージ・ワーシントンの孫で、陸軍少佐の肩書を持つ6歳年上（1872年生まれ）のジョージ・イーライ・ワーシントン（George Ely Worthington）と最初の結婚をする。婚姻証明書には当時17才だったメイの生年は不正確に「1876年」と記載されたが、これはオハイオ州法が女性の結婚可能年齢を18歳以上と定めていたため、法令違反となることを避けるための方便だった。しかしこの結婚は4年しか続かず、1899年3月23日に離婚または婚姻無効の形で終わった。この婚姻はもともと妻が結婚可能年齢に達していない状態で行われたため、婚姻無効を申告すれば受理されたと考えられる。メイは父及び継母の住む実家に戻り（1900年の国勢調査に記録が残る）、ワーシントンはその後再婚して3人の子を儲け、1950年にカリフォルニア州テンプルシティで死んだ。
1900年8月3日、メイはオハイオ州の西隣インディアナ州リッチモンド出身の成功した実業家ウィリアム・べイトマン・リーズとクリーヴランドで再婚。リーズも再婚で、最初の妻とは1896年に慰謝料として100万ドルを譲って離婚していた。1902年メイはリーズとの間に唯一の子ウィリアム・べイトマン・リーズ・ジュニアをもうけた。「ブリキの王様（Tin Plate King）」の異名をとり、スズ製品の生産販売で一代で富を築いたリーズは、3500万ドルの巨富を妻に残し、1908年滞在先のフランス・パリで死亡した。30歳で寡婦となったメイは、そのままヨーロッパに残ることを選び、W・B・リーズ夫人（Mrs. W.B. Leeds）、ナンシー・メイ・リーズ（Nancy May Leeds）の名で、欧州社交界で王侯貴族との交流を楽しんだ。彼女はカルティエの顧客として有名で、カルティエ本店にはリーズ夫人専用の広間があったほどだった。また欧州の名画やアンティーク家具の収集に情熱を傾けた。
1914年、メイは南仏ビアリッツでギリシャ王コンスタンディノス1世の末弟クリストフォロス王子と出会って恋愛関係になり、結婚を望むようになった。2人の婚約発表は同年中にカプリ島で行われた。しかしギリシャ王室内では、王子が10歳も年上で2度の婚姻歴があるアメリカ人平民女性を妻にすることに対して反対の声が多く、結婚の実現は大幅に遅れた。しかし第一次世界大戦後、ギリシャ王室が国を追われると、経済的苦境に追い込まれた王族たちは、手のひらを返したようにクリストフォロスと女性富豪との結婚を歓迎した。メイと王子の結婚式は1920年2月1日、スイスのヴォー州ヴヴェイにて正教会の典礼に則り行われた。4日後の2月5日、メイは正教徒の王族男性と結婚した女性の慣例により、ギリシャ正教会に改宗し、「アナスタシア」の洗礼名を新たに授けられた。以後、彼女は「ギリシャ及びデンマーク王女アナスタシア妃殿下」と称された。
結婚後すぐアナスタシアはガン宣告を受け、1923年45歳の時に英国ロンドンのスペンサー・ハウスで死去した。遺言により遺骸はアメリカ合衆国に移送され、ニューヨーク市ブロンクス区のウッドローン墓地にある両親の墓の隣に安置された。クリストフォロス王子は1929年に同じ王族出身のフランソワーズ・ドルレアンと再婚し、間に息子を1人もうけた。王子は「ダラー・プリンセス」と呼ばれたアナスタシアとの結婚が金目当てだったという根強い噂を死ぬまで否定し続けた。

## 子孫
アナスタシアの一人息子ウィリアム・べイトマン・リーズ・ジュニア（1902年 - 1971年）は1921年、継父クリストフォロス王子の姉マリア王女の娘であるロシア公女クセニヤ・ゲオルギエヴナと結婚したが、1930年に離婚した。2人の間には一人娘のナンシー・ヘレン・マリー・リーズ（1925年 - 2006年）がおり、彼女は夫のエドワード・ジャドソン・ウィンクープとの間に娘アレグザンドラ・ウィンクープ（1956年 - ）をもうけている。

## ギャラリー

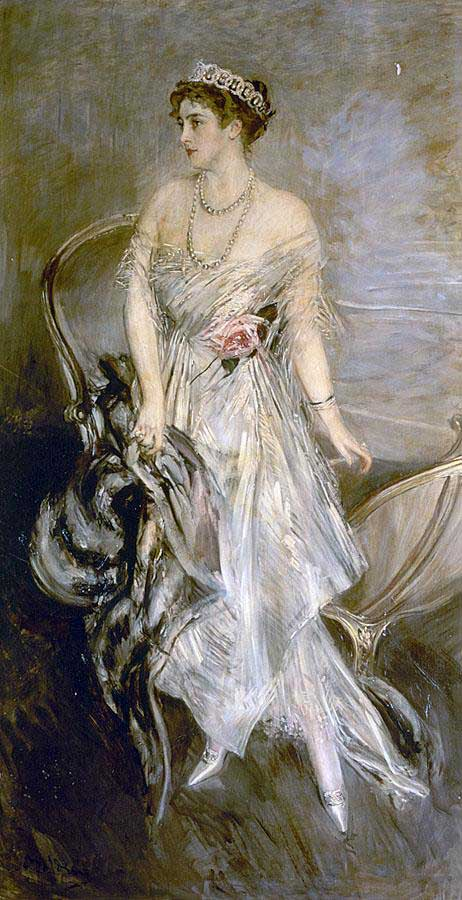
G・ボルディーニによる肖像画、1914年
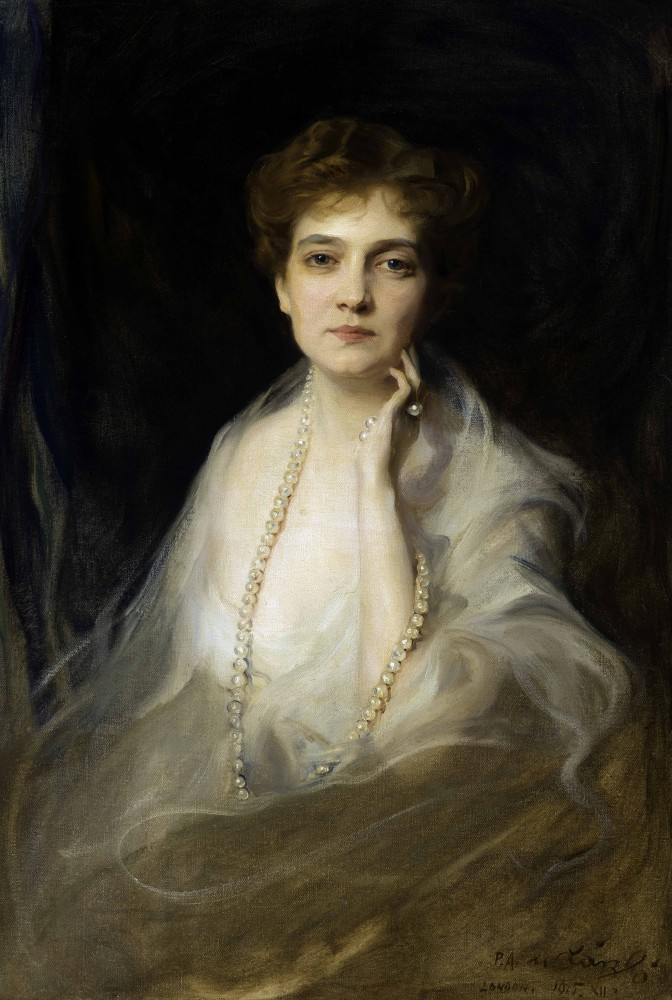
P・ド・ラースローによる肖像画、1915年
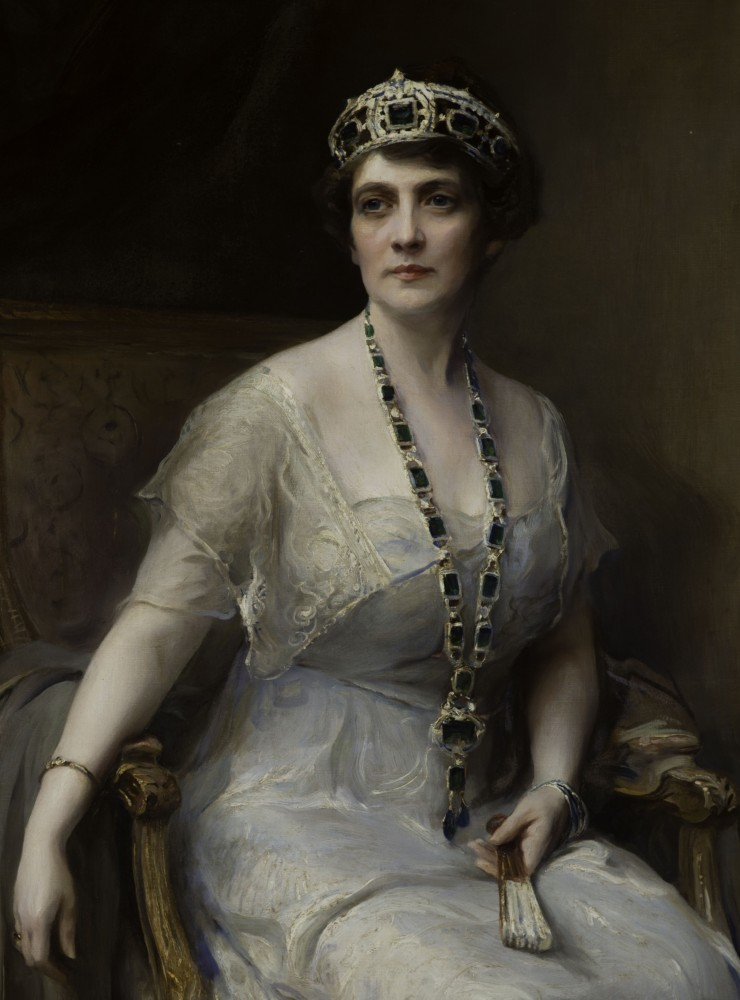
P・ド・ラースローによる、ギリシャ王女としての肖像画、1922年

## 引用・脚注
1. 1 2 3 4 5 6 7 8 9 10 11 12 13  Huberty, Michel; Giraud, Alain; Magdelaine, F. et B. (1994). L'Allemagne Dynastique, Tome VII: Oldenbourg. France: Laballery. pp. 287, 295, 303–305, 318. ISBN 2-901138-07-1
2. 1 2 3 4 5 6 7 8 9   Genealogisches Handbuch des Adels, Furstliche Hauser, Band XIX. Limburg an der Lahn, Germany: C.A. Starke Verlag. (2011). pp. 15, 19. ISBN 978-3-7980-0849-6
3. 1 2  Roy, Chris (2018年7月26日). “Holden Arboretum - A Mining Magnate's Verdant Dream”. Cleveland Historical. 2025年4月26日閲覧。
4. ↑  "NAH-nee may"と発音し、Nonnie May あるいは Nonie May と表記される。
5. 1 2  Greece, Prince Christopher of. Le Monde et les Cours. Paris, France. 1939. p. 169.